# Pintada-de-crista
Pintada-de-crista ou pintada-de-poupa (Guttera pucherani) pintada-de-crista, também chamada fraca-cristata ou fraca-de-cristata, (Guttera pucherani) é membro da família dos Numididae. São originários da África Austral.
Pode ser diferenciado de outros da mesma família, por possuir plumas negras no topo da cabeça.
Quando adultos, chegam a alcançar 50 cm.

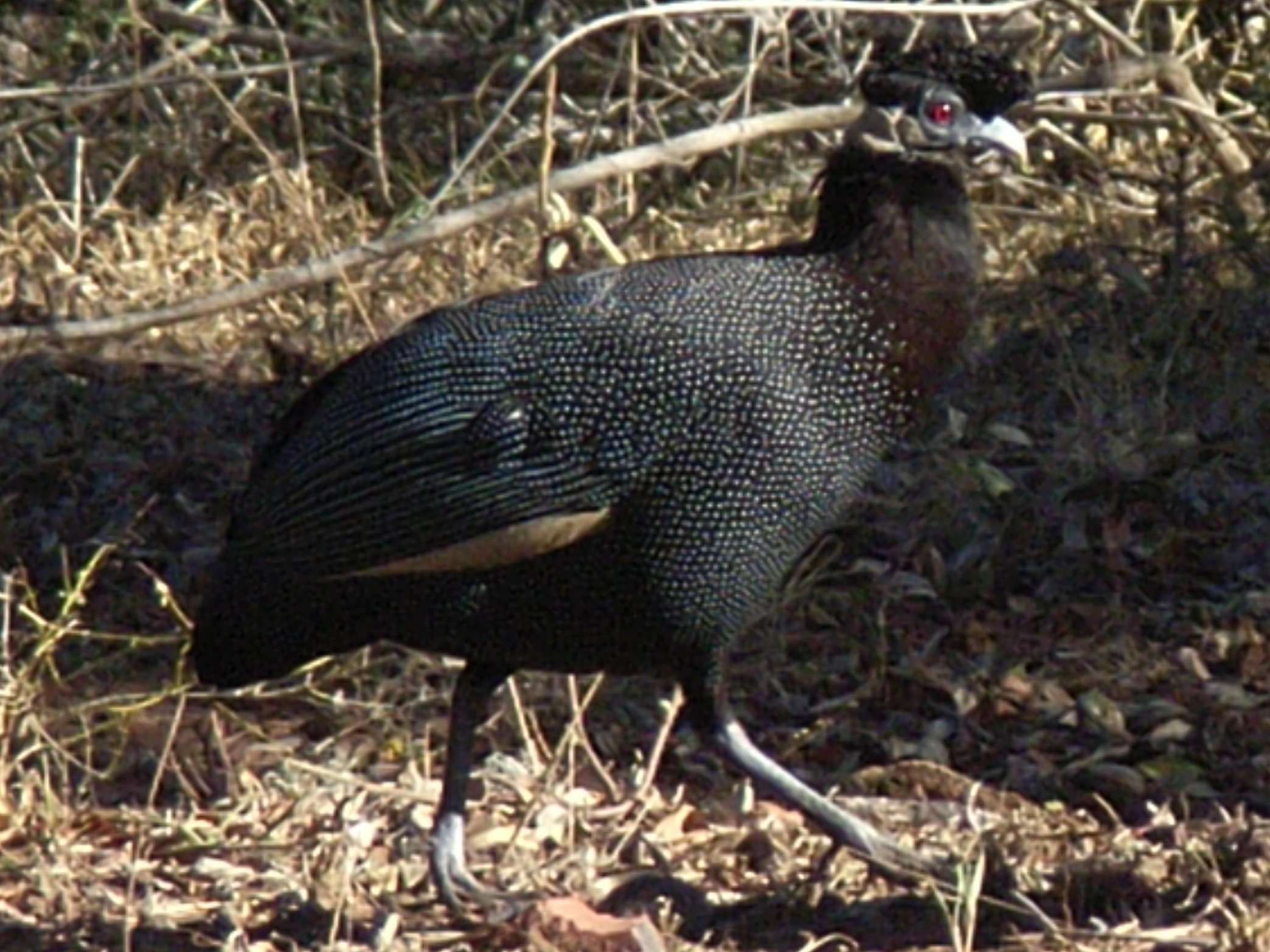
Guttera pucherani edouardi